# 華盛頓哥倫比亞特區同性婚姻

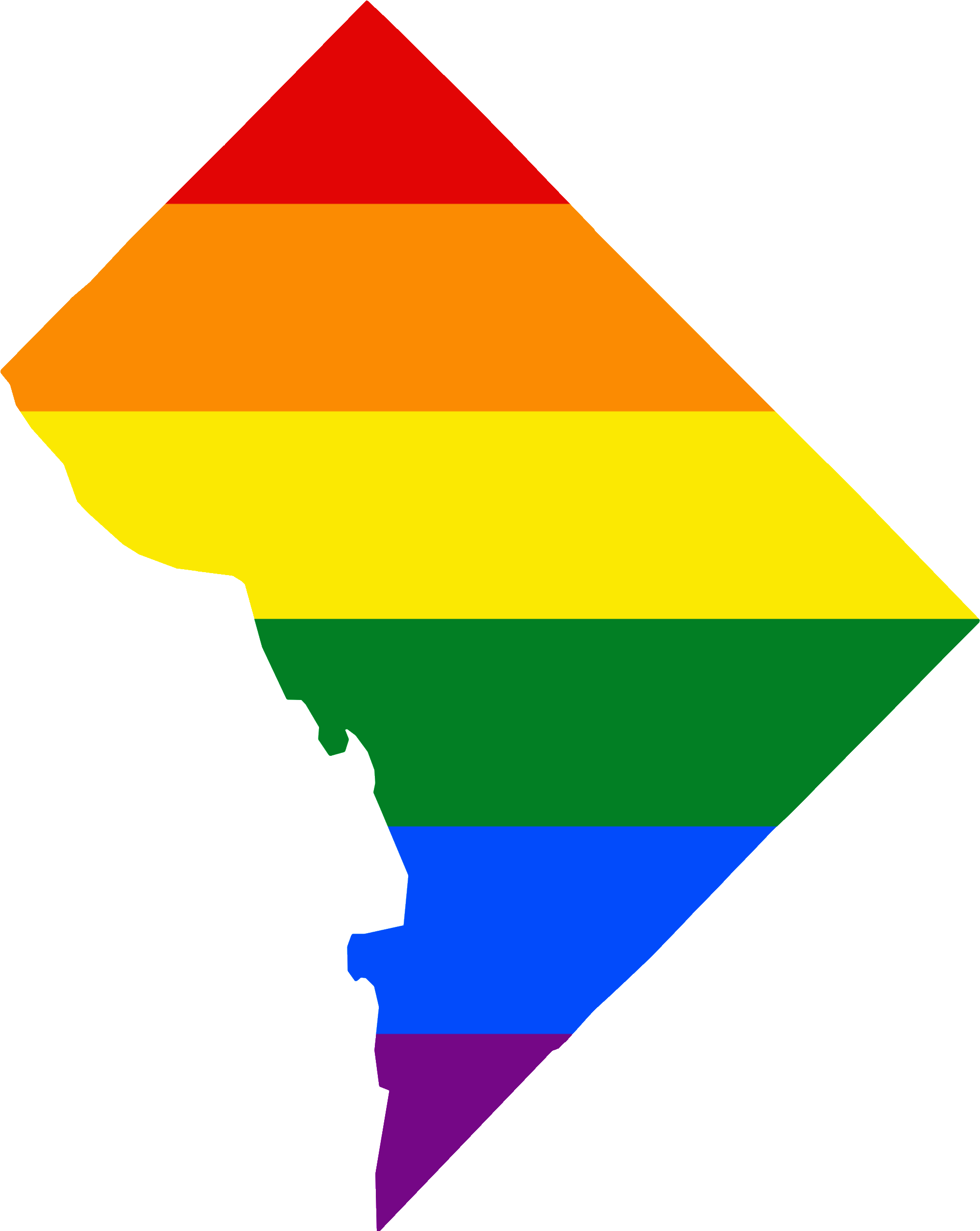
虹色华盛顿特区地图

2009年12月1日，美國華盛頓哥倫比亞特區市議會以11票贊成、2票反對一讀通過同性婚姻法案。12月15日，美國華盛頓哥倫比亞特區的市議會以11票贊成、2票反對二讀通過同性婚姻法案。2010年3月3日同性婚姻法案生效，全美第六個承認同性婚姻的行政區誕生。